# Oroperipatus balzani
Oroperipatus balzani är en klomaskart som först beskrevs av Lorenzo Camerano 1897.  Oroperipatus balzani ingår i släktet Oroperipatus och familjen Peripatidae. Inga underarter finns listade i Catalogue of Life.